# 巴伦西亚城
巴伦西亚城（Valencia City）是菲律宾棉兰老岛布基农省的一座城市，人口约19万（2015年），面積587.29平方公里。該城於1961年1月16日建立，並於2000年1月6日升格為市。